# 카산드로스

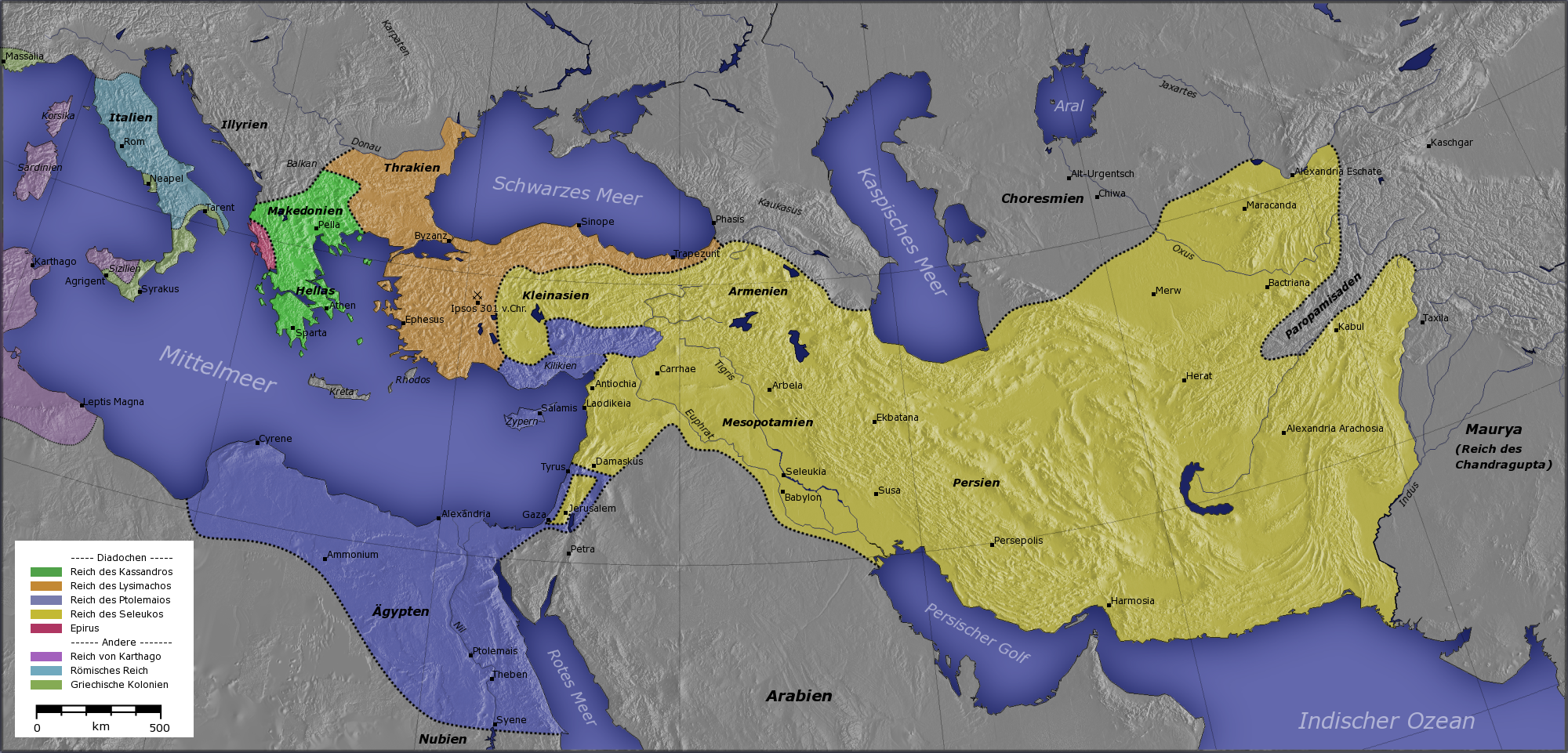
디아도쿠스 왕국들
프톨레마이오스 1세의 왕국
카산드로스의 왕국
리시마쿠스의 왕국
셀레우코스 1세의 왕국
에피루스
기타
카르타고
고대 로마
그리스 식민도시들

카산드로스(그리스어: Κάσσανδρος, 기원전 350년~297년)는 마케도니아 왕국의 섭정이었던 안티파트로스의 장남이었고 단명한 안티파트로스 왕조의 설립자(제위 기원전 305년~기원전 297년)였다. 알렉산드로스 대왕의 후계자인 디아도코이 중 한 사람이다.

## 생애
그는 역사적 무대에는 바빌론의 알렉산드로스 대왕의 왕궁에 처음 나타났다. 그곳에서 그는 그의 아버지 마케도니아 섭정 안티파트로스를 그의 정적(주로 여왕 태후 올림피아스)의 고소에 대해 방어(변호)를 하였다. 마케도니아 섭정의 후계자로 폴리페르콘을 선호하여 그의 아버지에게 밀려난 카산드로스는 스스로 프톨레마이오스 소테르와 안티고노스와 연맹하고 섭정에 대해 선전포고를 하였다. 대부분의 그리스 도시 국가들이 그에게 하옥하였으며 아테네도 포함되었다. 그는 더욱이 마케도니아 왕이었던 필리포스 에리다에우스의 야망을 지닌 아내 에우리디케와 동맹을 발효시켰다. 에우리디케와 필리포스 3세는 그러나 카산드로스의 형제 니카토르와 함께 올림피아스에 의해 곧 처형되었다. 카산드로스는 즉시 올림피아스를 향해 진군하였고 그녀를 피드나에서 항복케 하였으며 처형(기원전 316년)케 하였다.
기원전 310년/309년 그는 다시 록사나와 유명무실한 왕 알렉산드로스 4세를 독살하였으며 그는 또 폴리페르콘에게 알렉산드로스 대왕의 사생아 헤라클레스를 독살케 뇌물을 주었다. 그는 이미 알렉산더의 이복누이 테살로니카와 결혼으로 왕족과 자신을 연결하였고 안티고노스 1세의 궁정인사들과, 프톨레마이오스 1세 그리고 리시마쿠스와 연맹하여 안티고노스에 대항하였다.
기원전 301년경 안티고노스가 패하여 죽을 당시 그는 마케도니아의 주도권을 장악하였다. 기원전 297년 그는 수종으로 사망하였다. 그의 장남 필리포스는 직후에 왕좌를 계승하고 병에 걸려 죽었다. 안티파트로스는 다음 왕자로 그의 어머니 테살로니카가 막내 왕자 알렉산드로스를 너무 좋아한다고 하며 살해하였다. 알렉산드로스는 그의 형제 안티파트로스를 죽여 보복하였지만 도시의 포위자이며 안티고노스의 왕자 드미트리오스 1세에 의해 암살당했고 그리하여 카산드로스의 가문은 멸족되었다.
카산드로스는 문학적인 왕이었지만 야망이 너무 커서 폭정을 일삼았다. 그는 알렉산드로스 대왕의 테베 파괴 후에 테바이를 복구하였고 테르마를 테살로니카로 변경하였고 포티다에아의 폐허 위에 카산트레이아의 신도시를 건설하였다.